# Фальчетти, Джованни
Джова́нни Фальче́тти (исп. Giovanni Falchetti; 4 января 1975) - музыкант 

## Биография
Джованни Фальчетти является одним из ярких музыкальных певцов Чили и многих стран мира.
Джованни Энрико Фальчетти Арамайо — это реальное имя певца. Он родился 4 января 1975 года в Сантьяго-де-Чили. В 10 лет входил в состав телевизионного шоу «Клан детей» исп. Clan Infantil.
В 1994 году он присоединился к музыкальной команде Мириам Эрнандес (исп. Myriam Hernández). В том же году гастролировал по большей части Латинской Америки.
В конце 1994 года дебютировал в качестве независимого певца.
В 1998 году он опубликовал свой первый диск с такими хитами, как «No Temas al Amor» и «Cuanto Te Quiero» (последний написан им лично). Обе эти композиции были в верхних строках чартов.
В апреле 2003 года Джованни Фальчетти участвует в реалити-шоу «TOCANDO LAS ESTRELLAS» (аналог реалити-шоу «Фабрика Звезд»)
В 2004 году певец выпускает свой второй альбом под названием «Mi Seduction» (Sony Music). Этот диск записан при участии известных латиноамериканских композиторов, таких как Пабло Кастро (исп. Pablo Castro) и Хайме Кьеро (исп. Jaime Ciero). Благодаря этой работе Джованни Фальчетти выступил на одной сцене с мексиканской певицей Юри исп. Yuri.
В том же году Джованни дебютирует на большом экране с фильмом «Gente Mala del Norte».
В 2007 году Джованни переехал в Мексику.
В начале 2008 г. певец выпустил сингл «Next To You», который стал широко популярен в Мексике и Центральной Америке.
В 2009 году Джованни представляет свой третий альбом «LO QUE LLEVO DENTRO», пластинка, которая является результатом сотрудничества со знаменитым композитором Хуаном Антонио Лабра (исп. Juan Antonio Labra). Данный диск также включает в себя кавер-версию песни Мексиканской певицы Юри (исп. Yuri) «La Primavera Maldita» и песню «Morir De Amor» Мигеля Бозе (исп. Miguel Bose).